# Éger
Az éger (Alnus) a nyírfafélék (Betulaceae) családjába tartozó növénynemzetség. Mintegy 30, ritkán nagyméretű egylaki fa- és cserjefajt sorolnak ide.

## Elterjedése, élőhelye
A fajok többsége az északi mérsékelt égövben él, de az Újvilágban egyes fajok az Andok vonalán dél felé egészen Argentínáig lehatoltak.
Európában főleg a kontinens északi részén fordul elő; az égeres láperdő Észak-Európában a folyóvölgyek, tóvidékek záró növénytársulása. A Kárpát-medencében két faja él:
- mézgás éger (Alnus glutinosa),
- hamvas éger (Alnus incana);

mindkettő azonális helyzetben; a bükk kor posztglaciális reliktum fajaként.

## Megjelenése
Az éger lombhullató fa. Levelei váltakozó állásúak, egyszerűek, fogazottak. Barkavirágzatában a porzós virágzatok megnyúltak, a termősök rövidebbek. A hímivarú barkában a barkapikkelyen 3 virág, virágonként 4-4 lepel és porzó van. A nőivarú füzérben a barkapikkelyen 2 virág nő, a lepel hiányzik.
Az alcsalád másik nemzetségétől, a nyírektől eltérően a hímivarú barkák és a nőivarú füzérek is szabadon telelnek, a füzér tengelye és a pikkelyek megfásodnak, „áltobozt” alkotnak.
Termése apró, szárnyas makkocska.

## Életmódja
Virágai gyakran még a levelek előtt nyílnak. A virágokat jellemzően a szél porozza, de méhek is látogatják.
Gyökérgümőikön a nitrogénfixáló szimbionta baktériumok (Frankia sps.) élnek. A gümők mérete az emberi ökölét is elérheti.
|  |  |

## Fontosabb, európai fajai
- Havasi éger (Alnus viridis)
- Mézgás éger (Alnus glutinosa)
- Hamvas éger (Alnus incana)

## Rendszerezése
A nemzetséget három alnemzetségre osztják.
Subgenus Alnus – fák. Hajtásrügyeik nyelesek. Barkáik ősszel jelennek meg, de a télen zárva maradnak, csak tél végén vagy kora tavasszal termékenyülnek meg. Mintegy 15-25 faj tartozik ide, köztük:
- Alnus acuminata – Andok, Dél-Amerika
- olasz éger (szívlevelű éger, nápolyi éger, Alnus cordata) – Olaszország.
- Alnus cremastogyne
- Alnus firma – Kjúsú szigete (Japán)
- mézgás éger (Alnus glutinosa) – Európa

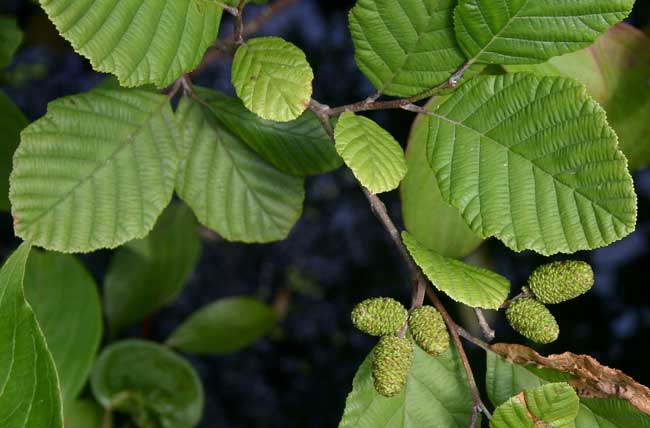
Hamvas éger (Alnus incana subsp. rugosa) – levelei

- hamvas éger (Alnus incana) – Eurázsia.
  - Alnus hirsuta (A. incana subsp. hirsuta) – Északkelet-Ázsia, valamint Közép-Ázsia hegyvidékei.
  - Alnus oblongifolia (A. incana subsp. oblongifolia) – Észak-Amerika délnyugati része
  - Alnus rugosa (A. incana subsp. rugosa) – Észak-Amerika északkeleti része
  - Alnus tenuifolia (A. incana subsp. tenuifolia) – Észak-Amerika északnyugati része
- Alnus japonica – Japán
- Alnus jorullensis – Mexikó, Guatemala
- Alnus mandshurica – Oroszország távol-keleti területei, Kína, Korea
- Alnus matsumurae – Honsú szigete (Japán)
- Alnus nepalensis – Kelet-Himalája, Délnyugat-Kína
- Alnus orientalis – Dél-Törökország, Északnyugat-Szíria, Ciprus
- Alnus pendula – Japán, Korea
- Alnus rhombifolia – Észak-Amerika nyugati részének belső területei
- vörös éger (Alnus rubra) – Észak-Amerika nyugati partvidéke

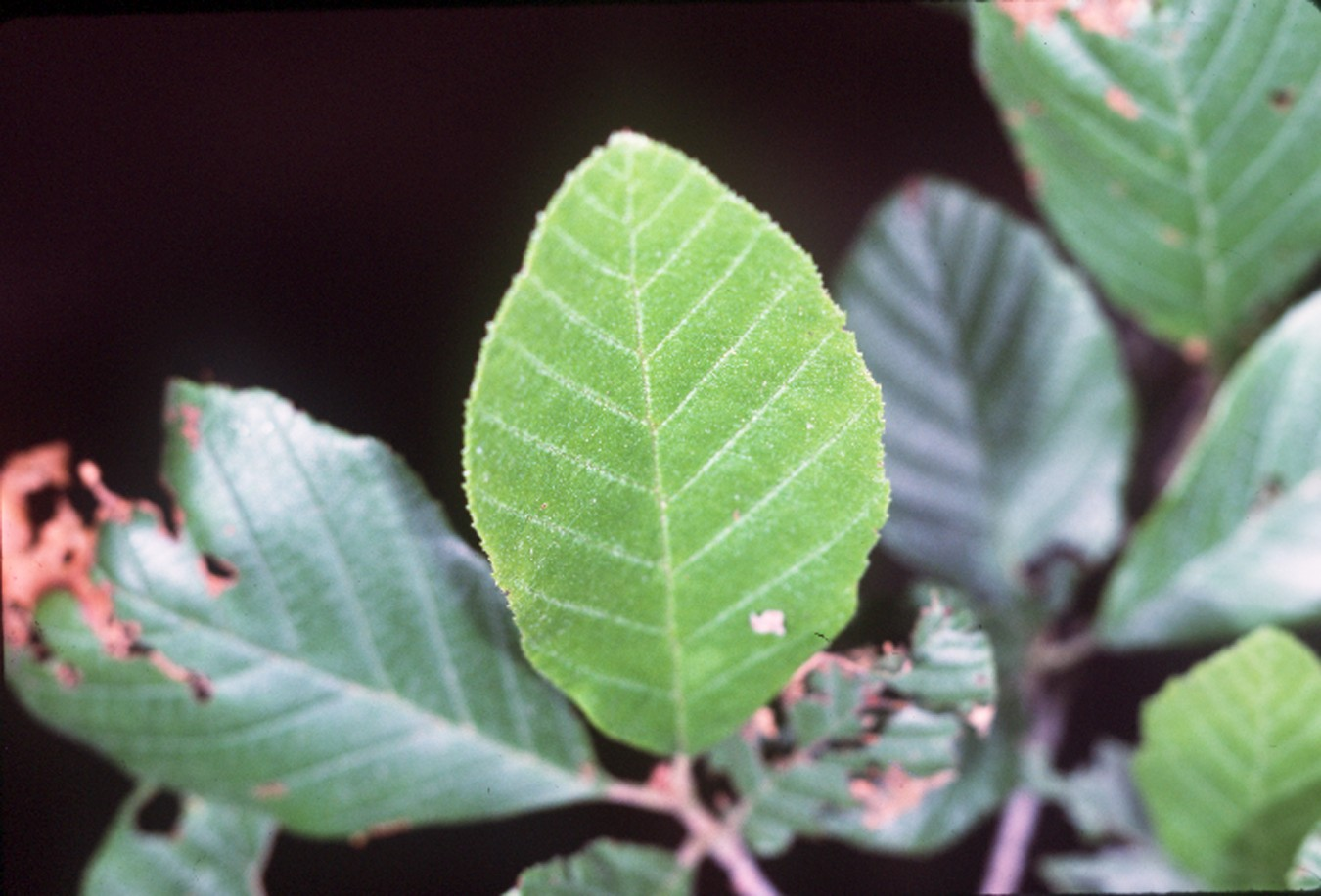
Alnus serrulata levelei

- Alnus serrulata – Észak-Amerika keleti része
- Alnus sieboldiana – Honsú (Japán).
- kaukázusi éger (Alnus subcordata) – Kaukázus, Irán
- Alnus trabeculosa – Kína, Japán

Subgenus Clethropsis – fák és cserjék. Hajtásrügyeik nyelesek. Barkáik ősszel jelennek meg, és akkor ki is nyílnak, meg is termékenyülnek. Három fajának elterjedési területe:
- Alnus formosana – Tajvan
- Alnus maritima – Észak-Amerika keleti partvidéke és Oklahoma
- Alnus nitida – Nyugat-Himalája

Subgenus Alnobetula – cserjék. Hajtásrügyeik nem nyelesek. A hím- és nőivarú barkák késő tavasszal, a levelek után jelennek meg rajtuk, és akkor ki is nyílnak, meg is termékenyülnek. 1–4 faj tartozik ide (az alfajokat egyes rendszerezők külön fajként kezelik):

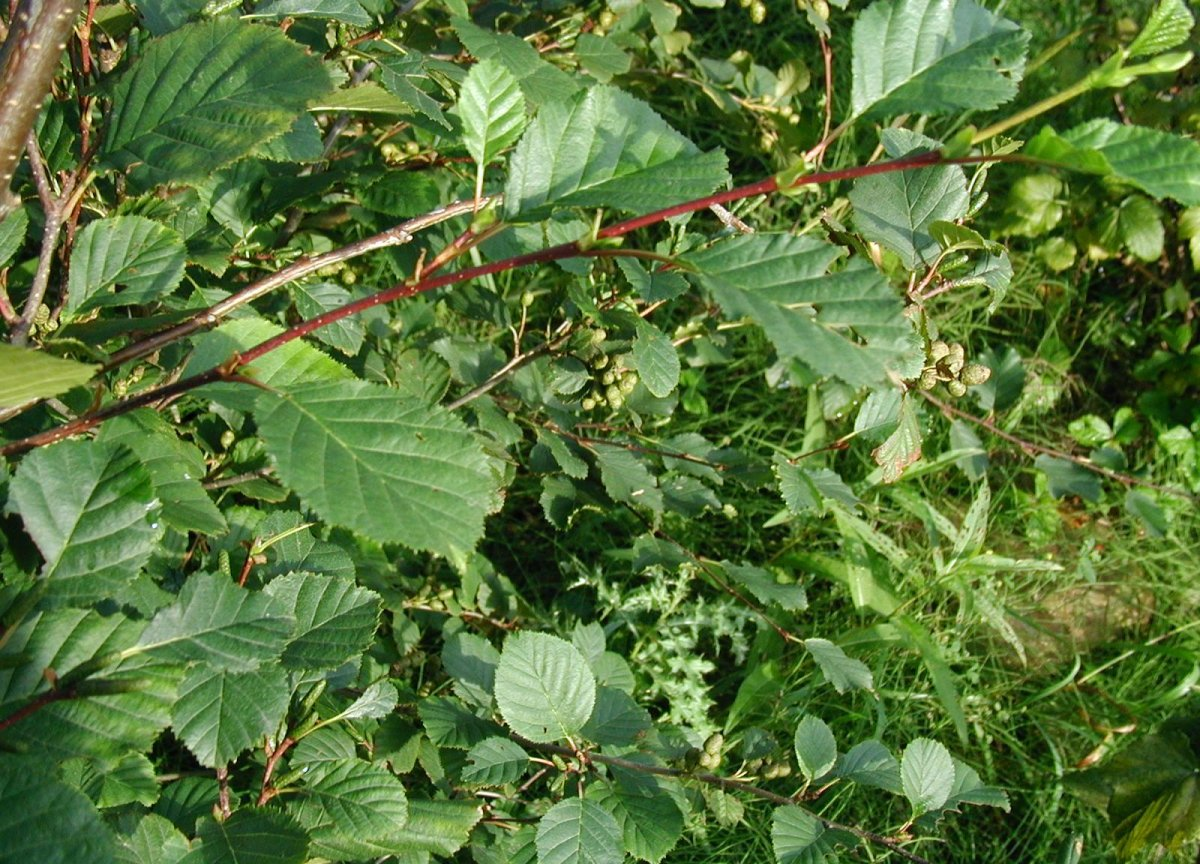
Havasi éger (Alnus viridis)

- havasi éger (Alnus viridis – Alfajainak elterjedése:
  - Alnus viridis subsp. viridis – Eurázsia
  - Alnus viridis subsp. maximowiczii (A. maximowiczii) – Japán
  - Alnus viridis subsp. crispa (A. crispa) – Észak-Amerika északi része
  - Alnus viridis subsp. sinuata (A. sinuata) – Észak-Amerika nyugati része, Szibéria északkeleti része

## Fordítás
- Ez a szócikk részben vagy egészben az Alder című angol Wikipédia-szócikk ezen változatának fordításán alapul.  Az eredeti cikk szerkesztőit annak laptörténete sorolja fel. Ez a jelzés csupán a megfogalmazás eredetét és a szerzői jogokat jelzi, nem szolgál a cikkben szereplő információk forrásmegjelöléseként.